# 巴布海
巴布海（转写：Babuhai；1596年—1643年），努尔哈赤第十一子，生母庶妃嘉穆瑚觉罗氏。
巴布海生于明朝萬曆二十四年（1596年）十一月廿八。初授牛錄章京。天聰八年（1634年），授一等甲喇章京。曾受命偕同兄長鎮國將軍阿拜祭陵，巴布海不等待阿拜，先往祭祀。因取居民牛隻以祭陵而後又以祭牛給居民補償，居民以祭牛小而不接受，與巴布海興訟，判罰銀三十以補償居民，巴布海又不與，再與居民興訟。被皇太極責其愚黯，並且謂他受制於妻。其妻為揚古利之女兒。崇德四年（1639年），授梅勒額真之職，又被封為鎮國將軍。崇德七年（1642年），巴布海因莽言被固山額真譚泰誣告獲罪、罪當處死，但皇太極從寬，只奪其爵位。
崇德八年（1643年），顺治帝即位后，因涉嫌主使飛書投一等公塔瞻（揚古利之次子）府第以攻訐譚泰，內監逮捕巴布海審訊，巴布海不承認控罪，巴布海及其妻並子阿喀喇皆坐死，籍沒其家產給予譚泰。順治九年（1652年），譚泰被誅殺後，乃以其孥及遺產還予同胞兄長巴布泰家人。

## 延伸阅读
[在维基数据编辑]
 《清史稿/卷217》，出自趙爾巽《清史稿》